# هيو فيشر
هيو فيشر (بالإنجليزية: Hugh Fisher)‏ (9 يناير 1944 في المملكة المتحدة - ) هو مدرب كرة قدم ولاعب كرة قدم بريطاني في مركز الوسط. لعب مع نادي بلاكبول ونادي ساوثبورت ونادي ساوثهامبتون وDenver Dynamos ‏ وهافانت أند ووترلوفيل وBasingstoke Town F.C. ‏ ونادي أندوفر ‏.

## وصلات خارجية
- هيو فيشر على موقع قاعدة بيانات كرة القدم.إي يو (الإنجليزية)